# Île Bennett
Pour les articles homonymes, voir Bennett.

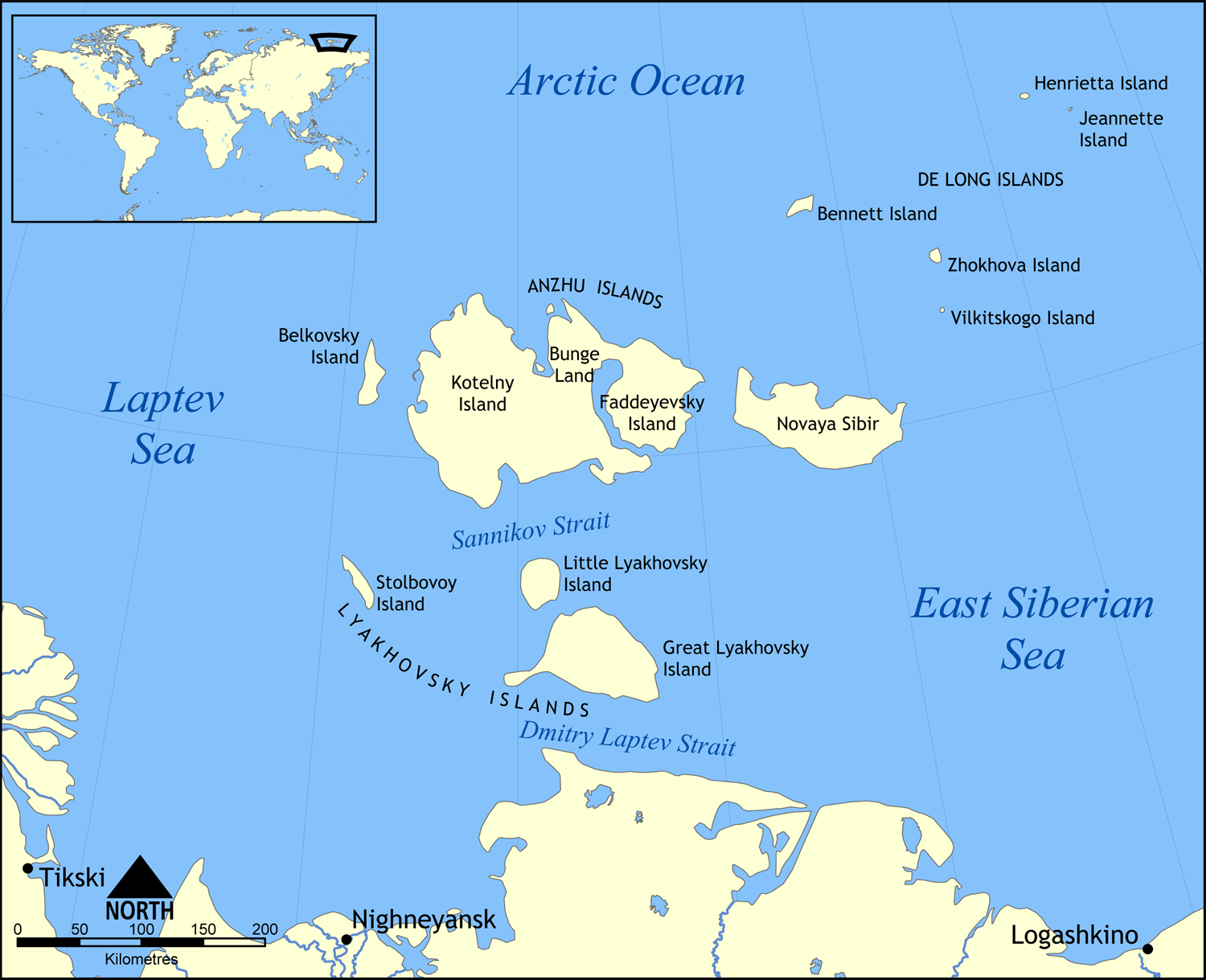

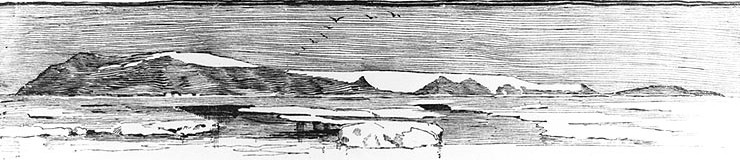
Dessin de l'île par un membre de l'expédition De Long (1881)

L'Île Bennett (en russe : Остров Бе́ннетта, Ostrov Bennetta) fait partie de l'archipel de Nouvelle-Sibérie et est située dans la mer de Sibérie orientale, au nord des côtes de l'est de la Russie. Elle se trouve à 129 kilomètres au nord de l'île Novaya Sibir et à 103 kilomètres à l'ouest-nord-ouest de l'île Jokhov. Sur le plan administratif, l'île est rattachée à la République de Sakha (Yakoutie), en Russie.
L'île est une composante du groupe d'îles De Long, toutes inhabitées. D'une superficie de 150 km2, l'île culmine à 426 mètres et est couverte de glaciers.
L'île Bennett fut découverte et baptisée en 1881 par le l'officier de marine et explorateur américain George Washington De Long dans des circonstances tragiques. Le navire de l'expédition, la Jeannette, fut écrasé par les glaces et coula en juin 1881 dans l'océan Arctique. L'expédition dut continuer en voyageant à pied sur la banquise et découvrit l'île de Bennett. Après un séjour de plusieurs jours sur l'île, les hommes de l'expédition repartirent vers le sud en direction de la terre ferme et de la Sibérie. Une partie de l'équipage de la Jeannette, dont De Long, périt durant le périple.
En 1916, l'ambassadeur de Russie à Londres revendiqua officiellement l'île, ainsi que d'autres îles de l'océan Arctique, au nom de l'Empire russe. L'île porte le nom de James Gordon Bennett junior, éditeur de presse américain qui finança l'expédition De Long.